# Bolesław Karpiel-Bułecka
Bolesław Karpiel-Bułecka (ur. 11 października 1927 w Kościelisku, zm. 24 stycznia 2017) – polski artysta i muzyk ludowy. Ojciec muzyków Jana i Sebastiana.

## Życiorys
Urodził się w Kościelisku jako syn Stanisława i Marii z domu Styrczula. Z wykształcenia był technikiem budowlanym. Zajmował się między innymi stolarstwem: rzeźbił sosręby, stoły, kredensy, kasetki, a także projektował i wykonał domy w stylu regionalnym. Był również w latach 1980–1992 nauczycielem stolarstwa artystycznego w Zespole Szkół Budowlanych w Zakopanem. Od 1945 związany był z różnymi zespołami muzycznymi z Podhala jako kierownik, scenograf, tancerz, śpiewak i gawędziarz. Był również uznanym znawcą tradycyjnej muzyki Podhala, a także zbieraczem melodii, które również utrwalał. W 1975 dokonał wraz z kapelą kompletnego nagrania wszystkich nut podhalańskich ze swoim komentarzem dla Polskiego Radia. Był także prezesem Związku Podhalan oraz radnym Zakopanego i Gminy Tatrzańskiej.
Za swoją działalność został uhonorowany między innymi Złotym i Srebrnym Krzyżem Zasługi, Nagrodą im. Oskara Kolberga, a także pięciokrotnie Złotą Ciupagą na Międzynarodowym Festiwalu Ziem Górskich.